# John Dalrymple (okulista)

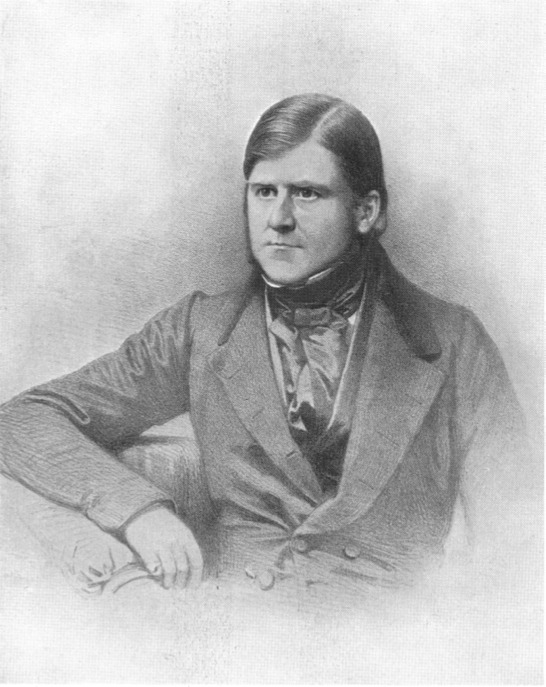
John Dalrymple

John Dalrymple (ur. 1803 w Norwich, zm. 2 maja 1852 w Londynie) – brytyjski okulista, najstarszy syn sławnego chirurga Williama Dalrymple’a. W roku 1827 ukończył studia na uniwersytecie w Edynburgu, wkrótce przeniósł się do Londynu, gdzie zajmował się głównie chirurgią oka, lecz także innymi badaniami, między innymi odegrał rolę w odkryciu białka Bence-Jonesa. Z powodu złego stanu zdrowia zmuszony był do porzucenia szpitalnej praktyki w roku 1847, niedługo potem zmarł z powodu niewydolności nerek, kilka tygodni po wydaniu swojego głównego dzieła poświęconego patologii oka. Jego nazwisko upamiętniają choroba Dalrymple’a i objaw Dalrymple’a.